# Rafael Thyere
Rafael Thyere de Albuquerque Marques (João Pessoa, 17 de maio de 1993) é um futebolista brasileiro que atua como zagueiro. Atualmente joga no Sport.

## Carreira

### Categorias de base
Paraibano de João Pessoa, Rafael Thyere chegou ao Grêmio já com 18 anos, em meados de 2011, vindo do Paulista de Jundiaí. Conquistou títulos importantes na base do Tricolor Gaúcho, como a Taça BH 2012 e a Copa FGF Sub-19 de 2012.

### Grêmio
Em 2013, devido ao bom desempenho na base, o atleta recebeu suas primeiras oportunidades no elenco profissional. Com as lesões de Gabriel e Werley, o técnico Renato Gaúcho solicitou o atleta junto ao técnico da base Marcelo Mabilia. O jogador ficou no banco mas não atuou, e acabou sendo vice-campeão do Campeonato Brasileiro de 2013. Em 2014, com o Grêmio disputando a Copa Libertadores, um time 'B' foi utilizado durante as primeiras rodadas do Gauchão, e com Marcelo Mabilia no comando desta equipe B, Thyere teve sua primeira oportunidade de entrar em campo como profissional. Neste ano atuou em três partidas do Campeonato Gaúcho, onde o Grêmio foi vice-campeão, e uma do Brasileirão. No segundo semestre de 2014 o atleta foi emprestado para poder ganhar experiência, já que não vinha sendo aproveitado no clube.

### Boa Esporte e Atlético Goianiense
Após a saída do técnico Enderson Moreira e chegada de Felipão ao Grêmio, se iniciou um processo de enxugar o grupo. Com isto, um dos atletas emprestados no mês de agosto de 2014 foi Rafael Thyere, para o Boa Esporte. No clube mineiro Rafael sequer chegou a atuar pela Série B, seu empréstimo acabou sendo transferido para o Atlético Goianiense, onde o jogador continuou sem receber oportunidades. O empréstimo se encerrou no dia 31 de dezembro.

### Retorno ao Grêmio
Em 2015 o zagueiro retornou ao Grêmio para a pré-temporada e foi inscrito no Campeonato Gaúcho. Foi campeão da Copa Libertadores de 2017, atuando por cerca de 10 minutos na final. Seu contrato com o Tricolor foi até dezembro de 2020.

### Chapecoense
Em 2018 foi emprestado a Chapecoense para a disputa da Libertadores, após garantir a classificação pelo torneio nacional do ano anterior.

### Sport
2019
Já no ano de 2019, foi emprestado ao Sport. O jogador foi titular na maior parte da temporada, com o clube conquistando o Campeonato Pernambucano e conseguindo o acesso à Série A de 2020 após o segundo lugar.
2020
Fez parte do elenco que disputou o Brasileirão 2020 (terminado em 2021 devido à pandemia do novo coronavírus), jogando boa parte do torneio alternando entre titular e reserva. O Sport terminou na décima quarta posição, decretando então sua permanência (muito comemorada pela torcida, já que antes era vista como difícil) no primeiro escalão do futebol nacional.
2021
Passou a ser titular absoluto da equipe devido às saídas de Iago Maidana (para o Gil Vicente) e de Adryelson (para o Al Wasl), portanto fazendo dupla de zaga com Sabino. Fez parte da equipe que foi rebaixada à Série B 2022 na décima nona colocação, apesar de ser um dos nomes mais elogiados junto a seu companheiro de zaga.
2022
Completou 100 jogos pelo Sport em 27 de janeiro. Mais uma vez foi titular absoluto da zaga do Sport junto com Sabino, e foi uma das lideranças (inclusive, sendo o segundo capitão) do time que terminou a Série B desse ano na sétima posição, e portanto ficando sem o acesso à Série A 2023. 
2023
Após a saída de Sander, capitão do clube desde 2019, assumiu a braçadeira principal da equipe. Também no ano de 2023, foi vencedor do Campeonato Pernambucano sendo titular absoluto

## Títulos
Grêmio
- Copa do Brasil: 2016
- Copa Libertadores: 2017

Sport
- Campeonato Pernambucano: 2019, 2023, 2024

### Prêmios individuais
- Seleção do Campeonato Catarinense: 2018
- Seleção do Campeonato Pernambucano: 2019
- Seleção da Copa do Nordeste: 2023